# Nactus arceo
Nactus arceo — вид геконоподібних ящірок родини геконових (Gekkonidae). Ендемік Індонезії. Описаний у 2020 році.

## Поширення і екологія
Nactus arceo є ендеміками острова Моротай в групі Молуккських островів.